# Hymn (singel)
Hymn (zapis stylizowany: Hymn (J. Słowacki)) – drugi singel polskiej piosenkarki Sanah z jej czwartego albumu studyjnego, zatytułowanego Sanah śpiewa poezyje. Singel został wydany 13 października 2022.
Nagranie otrzymało w Polsce status potrójnie platynowego singla, przekraczając liczbę 150 tysięcy sprzedanych kopii.

## Geneza utworu i historia wydania
Utwór napisali i skomponowali Juliusz Słowacki i Zuzanna Jurczak.
Singel ukazał się w formacie digital download 13 października 2022 w Polsce za pośrednictwem wytwórni płytowej Magic Records w dystrybucji Universal Music Polska. Piosenka została umieszczona na czwartym albumie studyjnym Sanah – Sanah śpiewa poezyje.
Piosenka powstała na podstawie wiersza Juliusza Słowackiego „Hymn o zachodzie słońca na morzu”, pierwotnie napisanym w 1836 roku.

## Teledysk
Do utworu powstał teledysk, który udostępniono 14 października 2022 za pośrednictwem serwisu YouTube.

## Lista utworów
- Digital download[2]

1. „Hymn (J. Słowacki)” – 4:12

## Certyfikaty
| Kraj          | Certyfikat         | Sprzedaż |
| ------------- | ------------------ | -------- |
| Polska (ZPAV) | 3× platynowa płyta | 150 000+ |